# Йохан Конрад фон Райнах-Хирцбах
Йохан Конрад фон Райнах-Хирцбах (на немски: Johann Konrad von Reinach-Hirzbach; * 28 август 1657 в Михелщат (Мишелбах-ле-О) в Елзас; † 19 март 1737 в Прунтрут, кантон Юра) е княжески епископ на Базел (1705 – 1737).
Той е фрайхер от род Райнах в Хирцбах при Алткирх, Ааргау в северна Швейцария. Той е син на фрайхер Ханс Диболд фон Райнах-Хирцбах († 1702) и съпругата му фрайин Анна Мария Ева фон фон Райнах-Щайнбрун († 1702). Баща му е на служба при княжеския епископ и накрая фогт на Елзгау в кантон Юра.
Йохан Конрад учи в йезуитската гимназия в Прунтрут и 1673 – 1678 г. следва философия и теология в Collegium Germanicum в Рим.
През 1681 г. Йохан Конрад е капитулар, на 22 септември 1691 г. дякон в Базел, на 20 септември 1692 г. е помазан за свещеник в Базел. През 1704 – 1705 г. той е декан на катедралния капитрел в Базел. На 11 юли 1705 г. катедралният капител го избира за епископ на Базел . Той е помазан за епископ на 	5 септември 1705 г. и започва службата си на 1 ноември 1705 г.
Йохан Конрад претърпява през 1724 г. наранявания при яздене и брат му Йохан Баптист фон Райнах-Хирцбах (1669 – 1734) го замества, но умира преди брат си.
През 1716 г. Йохан Конрад започва строеж на дворец Делемонт (Дьолемон) като втора резиденция и основава отново семинара за свещеници в Прунтрут.
Той има непрекъснато разногласия с жителите в Южна Юра, които искат политически права.

## Произведения
Йохан Конрад фон Райнах-Хирцбах: Ermahnung an diejenige bischoffl. basel. Land-Ständen und Unterthanen, so an dem zu Wien wider ... ihren ... Landes-Fürsten und Herrn geführten Process Theil genommen, 1736